# Río Tranquilo (Balmaceda)
El río Tranquilo es un curso natural de agua que nace en la confluencia del río Casas Viejas y del chorrillo de los Alambres de la Región de Magallanes, Chile, y fluye hacia el oeste hasta desembocar en el lago Balmaceda que a su vez se vacía en el río Hollemberg, que lleva sus aguas al Pacífico.: 897 

## Historia
Luis Risopatrón lo describe en su Diccionario Jeográfico de Chile de 1924:: 897 
Tranquilo (Rio). 51° 55' 72° 12' Es formado por el chorrillo de Los Alambres i el desahue de las lagunas Escondicla i Diana, corre hacia el W i después de un corto curso se vácia en la orilla E del lago Balmaceda. 122, p. 24 i 89; 134; i 156.